# Peder Jensen Morsing (bogtrykker)
 Der er flere personer med dette navn, se Peder Jensen Morsing (søofficer).
Peder Jensen Morsing (død 21. september 1658 i København) var en dansk bogtrykker.
Peder Morsing blev 1652 Sorø Akademis bogtrykker og fik i 1654, efter Melchior Martzans død, embedet som Københavns Universitets 1. bogtrykker. Han var den første danskfødte bogtrykker, som opnåede denne stilling. Det medførte også bestillingen som kongelig bogtrykker. I 1656 og 1657 fik Morsing privilegier på trykningen af de forordnede skolebøger i både Danmark og Norge, danske og tyske aviser, almanakker samt en række andagtsbøger.
Peder Morsing havde ikke sit embede særligt længe. Han blev dræbt d. 21. september 1658 under Københavns belejring af en svensk kanonkugle, da han var på vej hjem efter at have været oppe på Københavns Slot for at forhandle om en trykningsordre. Hans enke, Sophie Morsing, søgte om at måtte overtage hans bestilling som kongelig og universitetsbogtrykker, hvilket hun også fik. Sophie Morsing blev således den første kvindelige kongelige og universitetsbogtrykker.